# Юганов, Николай Александрович
Никола́й Алекса́ндрович Юга́нов (1891—1936) — советский хозяйственный деятель, один из первых кавалеров Ордена Ленина (1931).

## Биография
Член РСДРП(б) с 1917 года, участник Гражданской войны. Участвовал в строительстве «Электрозавода» (Москва). Работая заведующим трансформаторным отделом, в числе других работников завода 9 апреля 1931 года был награждён орденом Ленина. В 1935 году назначен директором московского завода «Изолит».
Умер после тяжёлой продолжительной болезни 2 сентября 1936 года в Москве. Похоронен на Новодевичьем кладбище (9–10 секция колумбария).